# Unciaal 0122
Unciaal 0122 (Gregory-Aland), α 1030 (Soden), is een van de Bijbelse handschriften in de Griekse taal. Het dateert uit de 9e eeuw en is geschreven met uncialen op perkament.

## Beschrijving
Het bevat de tekst van het Galaten 5,12-6,4; Hebreeën 5,8-6,10. De gehele codex bestaat uit 2 bladen (25 × 20 cm) en werd geschreven in twee kolommen per pagina, 28 regels per pagina.
De Codex geeft de gemengde tekst weer, Kurt Aland plaatste de codex in Categorie III.

## Geschiedenis
Het handschrift bevindt zich in de Russische Nationale Bibliotheek (Gr. 32), in Sint-Petersburg.